# 普賓·艾基亞
普賓·艾基亞·拉尔森（丹麥語：Preben Elkjær Larsen，1957年9月11日—）是一名前丹麥足球前鋒。他曾協助意大利球會維羅納於1985年贏得至今唯一一次意甲冠軍。於1984及1985年，他於歐洲足球先生選舉分列第三及第二名，僅屈居於當時得令的法國隊長柏天尼及於1984年居次的之後。

## 國家隊生涯
1977年6月22日，艾基亞在丹麥作客對芬蘭的比賽首度為國家隊披甲，即於賽事梅開二度，為球隊奠下2:1勝局。
他曾代表國家隊參與了1984年歐洲國家盃，也是丹麥於1986年首度躋身世界盃的一員。
於1986年世界杯，丹麥狀態大勇，於分組賽三戰全捷。艾基亞亦有耀目演出，其中對烏拉圭大勝6:1的賽事更大演帽子戲法。

## 榮譽
科隆
- 德國甲組聯賽冠軍 : 1977-78
- 德國盃冠軍 (2): 1976-77, 1977-78

維羅納
- 意大利甲組聯賽冠軍: 1984-85

個人
- 丹麥足球先生: 1984
- 1986年世界盃銅球獎
- 1986年世界盃最佳陣容
- 丹麥足球名人堂 (2010年)[1]